# امریکن پراید (کشتی)
امریکن پراید (کشتی) (به انگلیسی: American Pride (ship)) یک کشتی است که طول آن ۲۹۵ فوت (۹۰ متر) می‌باشد. این کشتی  در سال ۲۰۱۲ ساخته شد.